# أمادو ندياي
أمادو ندياي (بالفرنسية: Amadou Ndiaye) هو منافس ألعاب قوى سنغالي، ولد في 6 ديسمبر 1992 في السنغال.

## وصلات خارجية
- أمادو ندياي على موقع الاتحاد الدولي لألعاب القوى (الإنجليزية)
- أمادو ندياي على موقع اللجنة الأولمبية الدولية (الإنجليزية)
- أمادو ندياي على موقع أوليمبيديا (الإنجليزية)